# Lucille Ball
Lucille Désirée Ball (Jamestown, Nueva York, 6 de agosto de 1911-Los Ángeles, California, 26 de abril de 1989) fue una comediante, actriz, modelo y productora ejecutiva estadounidense, famosa por protagonizar los programas I Love Lucy, The Lucy-Desi Comedy Hour, The Lucy Show, Here's Lucy y Life with Lucy. Fue una de las estrellas más populares e influyentes en su país, con una de las carreras más largas de Hollywood, especialmente en la televisión, donde Ball comenzó a actuar en la década de 1930. Llegó a convertirse en actriz de radio y estrella de películas de serie B en los años 1940. Entre las décadas de 1960 y 1970, aún continuaba grabando películas.
En 1929, Ball empezó a trabajar como modelo y más tarde comenzó su carrera en Broadway con el nombre artístico de Dianne Belmont. En los años 1930 apareció en muchos papeles pequeños, gracias a un contrato con RKO Radio Pictures. Ball fue etiquetada como la «Reina de las bes», refiriéndose a sus muchos papeles en películas de serie B. En 1951, fue fundamental en la creación de la serie de televisión I Love Lucy. En el programa también compartía créditos junto a su entonces marido, Desi Arnaz, como Ricky Ricardo y con Vivian Vance y William Frawley. El show terminó en 1957, después  de 180 episodios. Posteriormente se hicieron algunos ajustes menores al formato del programa y se cambió el nombre de la serie a The Lucy-Desi Comedy Hour, el cual se desarrolló durante tres temporadas (1957-1960) y 13 episodios. Ball llegó a protagonizar otras dos series de televisión exitosas: The Lucy Show, que se transmitió en CBS desde 1962 hasta 1968 (156 episodios) y Here's Lucy desde 1968 hasta 1974 (144 episodios). Su último trabajo en una serie de televisión fue Life with Lucy en 1986, que fracasó tras emitir ocho episodios de los 13 que se produjeron.
Ball recibió 17 nominaciones a los Premios Emmy, de las cuales ganó cuatro. En 1977, fue una de las primeras ganadoras del Premio «Women in Film Crystal». También recibió el Premio Cecil B. DeMille en 1979, el premio a la trayectoria del Centro John F. Kennedy en 1986 y el Premio Gobernadores de la Academia de Artes y Ciencias de la Televisión en 1989.
En 1940, Ball conoció al cubano Desi Arnaz y se casó con él. En 1951, dio a luz a su primera hija, Lucie Désirée Arnaz; un año y medio más tarde, tuvo a su segundo hijo, Desiderio Alberto Arnaz IV, conocido como Desi Arnaz, Jr. Ball y Arnaz se divorciaron el 4 de mayo de 1960. Finalmente, el 26 de abril de 1989, Ball murió de una disección aórtica a los 77 años. En el momento de su muerte estaba casada con su segundo marido y socio, el comediante Gary Morton, con quien había contraído matrimonio 28 años antes.

## Biografía

### Infancia y juventud
Ball fue hija de Henry Durrell Ball (16 de septiembre de 1886-19 de febrero de 1915) y Desiree «DeeDee» Evelyn Hunt (21 de septiembre de 1892-20 de julio de 1977). Aunque Lucy nació en Jamestown, Nueva York, el 6 de agosto de 1911, les contó a muchas personas que había nacido en Butte, Montana. Su padre, un telefonista de la compañía Anaconda Copper, era trasladado con frecuencia debido a su ocupación. Para la edad de tres años, su familia se había mudado varias veces de Jamestown a Anaconda, Montana, y luego a Wyandotte, Míchigan y Trenton, Nueva Jersey. Su familia era bautista; su padre era de ascendencia escocesa, mientras que su madre tenía raíces irlandesas, inglesas y francesas. Su genealogía se remonta a los primeros colonos que llegaron al continente.
DeeDee Ball estaba embarazada de su segundo hijo, Frederick, cuando Henry Ball contrajo fiebre tifoidea y murió en febrero de 1915. Ball recordaba muy poco del día en que murió su padre, solo recuerdos fugaces, como cuando un cuadro se cayó y un pájaro se quedó atrapado dentro de la casa. Desde ese día tuvo una intensa fobia a las aves.
Tras la muerte de su padre, Ball y su hermano, Fred Henry Ball (17 de julio de 1915-5 de febrero de 2007), fueron criados por su madre y abuelos en Celoron, Nueva York, un pueblo ubicado a orillas del lago Chautauqua justo al oeste de Jamestown. Su abuelo, Fred Hunt, era un excéntrico que también disfrutaba del teatro. Con frecuencia llevó a su familia a espectáculos de vodevil y animó a la joven Lucy a tomar parte en actuaciones propias y escolares.
Cuatro años después de la muerte de su padre, la madre de Ball contrajo de nuevo matrimonio. Mientras su padrastro nuevo, Edward Peterson, y su madre fueron a buscar trabajo en otra ciudad, Ball se quedó bajo el cuidado de sus nuevos abuelos. Los Peterson eran una pareja sueca puritana que se oponía ante todo a la frivolidad, hasta el punto de prohibir el uso de espejos en toda la casa, a excepción de uno colocado sobre el lavamanos del baño. Cuando la joven Ball fue sorprendida admirándose en el espejo, fue reprendida severamente por ser vanidosa. Este período afectó a Ball tan profundamente que más tarde afirmó que pasó con la pareja unos siete u ocho años, cuando en realidad no llegó a vivir más de un año con ellos. Sin embargo, para Ball existía un aspecto positivo del nuevo matrimonio de su madre: Edward Peterson era un Shriner y cuando su organización necesitó vocalistas para el coro en su próximo concierto, animó a su hijastra de doce años a realizar una audición. Mientras Ball estaba en el escenario empezó a darse cuenta de que si uno buscaba elogios y reconocimientos, ésta era una forma brillante de obtenerlos: sus ansias de fama comenzaban a temprana edad. En 1927, su familia sufrió una desgracia cuando les embargaron la casa y los muebles  durante un juicio legal, luego de que un niño del vecindario resultara herido durante una práctica de tiro, que estaba bajo supervisión del abuelo de Ball. La familia se trasladó a un pequeño apartamento en Jamestown.
En 1927, Ball comenzó a salir con el hijo de un gánster llamado Johnny DeVita. DeeDee no estaba contenta con la relación, pero no hizo nada al respecto, esperando que el romance terminara en unas semanas. Cuando esto no sucedió, DeeDee aprovechó el deseo de Lucille de entrar al mundo del espectáculo y le «permitió» ir a la Escuela de Artes Dramáticas John Murray Anderson en la ciudad de Nueva York. Ahí, Ball conoció a su compañera actriz Bette Davis. Ball regresó a casa unas semanas más tarde, cuando los profesores de teatro le dijeron que «no tenía ningún futuro en absoluto como actriz».

### Primeros trabajos y matrimonio con Arnaz
Ball decidió demostrar que sus profesores estaban equivocados y regresó a Nueva York en 1929, donde consiguió trabajo como modelo. Su carrera estaba prosperando cuando enfermó de artritis reumatoide y no pudo trabajar durante dos años. Se mudó a Nueva York una vez más en 1932 para reanudar su búsqueda de una carrera como actriz y tuvo cierto éxito como modelo para el diseñador Hattie Carnegie y como la «chica de los cigarrillos Chesterfield». Poco después comenzó a trabajar en Broadway bajo el nombre de Dianne Belmont. Fue contratada —pero rápidamente despedida— por el empresario Earl Carroll para Vanities y por Florenz Ziegfeld para la obra Rio Rita.

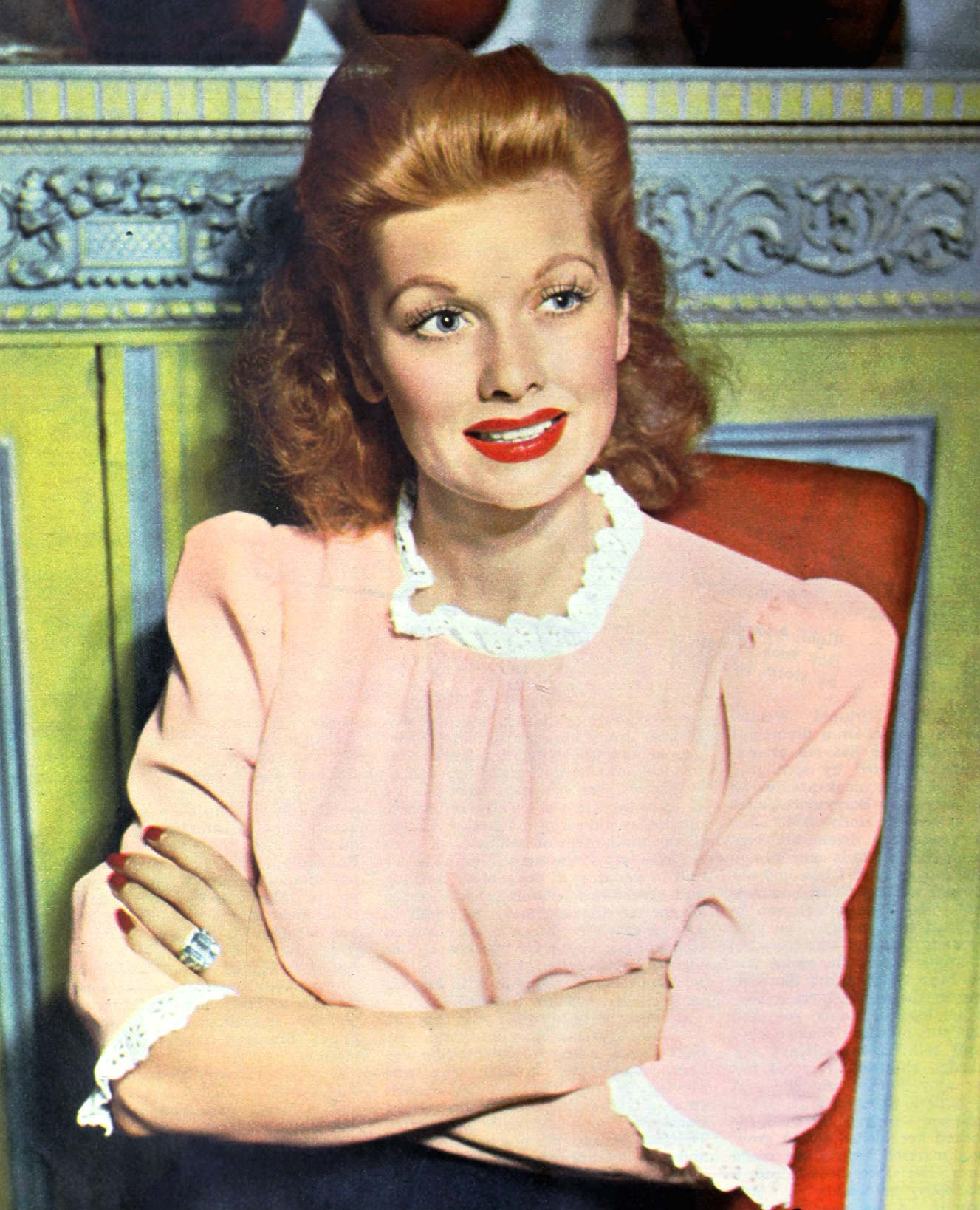
Lucille Ball en 1943.

De esta forma, pasó a la producción de los hermanos Shubert de Stepping Stones. Después de pasar una temporada no acreditada como una de las Goldwyn Girls en Roman Scandals (1933), se mudó permanentemente a Hollywood para participar en otras películas. Apareció en muchos papeles pequeños en la década de 1930, bajo el contrato de RKO Radio Pictures, incluyendo una comedia corta con Los tres chiflados (Three Little Pigskins, 1934) y una película con los Hermanos Marx (Room Service, 1938). También pudo ser vista como una de las modelos destacadas en la película de Fred Astaire y Ginger Rogers, Roberta (1935), brevemente como la chica de las flores en Sombrero de copa (1935), así como en un papel secundario al comienzo de la cinta Sigamos la flota (1936). Ginger Rogers era prima lejana de Ball, por parte de la familia de su madre. Ambas interpretaron a un par de actrices en la exitosa película Damas del teatro (1937), coprotagonizada por Katharine Hepburn. En 1936, obtuvo el papel que esperaba que la llevaría a Broadway, en la obra de Bartlett Cormack Hey Diddle Diddle, una comedia que tiene lugar en un apartamento en Hollywood. La obra se estrenó en Princeton, Nueva Jersey el 21 de enero de 1937, con Ball interpretando el papel de Julie Tucker, «una de las tres compañeras que enfrentaban a directores neuróticos, ejecutivos confundidos y estrellas avariciosas que interfieren con la capacidad de las chicas para salir adelante». La obra recibió buenas críticas, pero hubo problemas, principalmente con su estrella, Conway Tearle, que padecía problemas de salud. Cormack quería reemplazarlo, pero la productora, Anne Nichols, dijo que el éxito recaía en ese personaje de carácter e insistió en que el papel debía ser reformado y reescrito. Los dos fueron incapaces de ponerse de acuerdo para solucionar el problema. Aunque se programó el estreno de la obra en Broadway en el Teatro Vanderbilt, la producción se canceló después de una semana en Washington D. C. cuando Tearle cayó gravemente enfermo repentinamente. En los años 1940, Ball firmó un contrato con Metro-Goldwyn-Mayer, pero nunca consiguió un papel protagónico importante en estas películas.
En Hollywood, Ball era conocida como la «Reina de las Bs», un título anteriormente dado a Fay Wray, gracias a que protagonizó un gran número de películas de serie B, como Five Came Back de 1939. Como muchas estrellas en sus comienzos, Ball consiguió trabajo en la radio para recibir más ingresos y al mismo tiempo obtener más popularidad. En 1937 se convirtió en una invitada regular en The Phil Baker Show. Un año después, cuando terminó su temporada, Ball se unió al elenco de The Wonder Show, protagonizado por el actor Jack Haley. Fue allí donde comenzó su relación profesional de cincuenta años con Gale Gordon, quien era el locutor del programa. The Wonder Show solo duró una temporada, con el estreno del episodio final el 7 de abril de 1939.
En 1940, Ball conoció al director de orquesta cubano Desi Arnaz, durante el rodaje de la película de Rodgers y Hart, Too Many Girls. Al principio, Arnaz no congenió con Ball, pero cuando se encontraron más tarde ese día, ambos se conectaron de manera inmediata, y ese mismo año se escaparon para contraer matrimonio. Ball era seis años mayor que su pareja, pero aparentemente creían que no era socialmente aceptable que una mujer mayor se casara con un hombre más joven; para disminuir la diferencia de edades, ambos alegaron haber nacido en 1914. En 1942, Arnaz fue reclutado para el Ejército de los Estados Unidos, pero terminó siendo clasificado para servicio limitado debido a una lesión en la rodilla. Como resultado, Arnaz permaneció en Los Ángeles, organizando una serie de conciertos a nombre de la United Service Organizations, para todos los soldados heridos que llegaban desde el Pacífico; ese mismo año, Ball apareció con Henry Fonda en Su última danza. En 1944, la actriz solicitó el divorcio y, aunque obtuvo un decreto interlocutorio de divorcio, al poco tiempo se reconcilió con Arnaz.

### I Love Lucyy Desilu
En 1948, Ball fue escogida como Liz Cugat (más tarde «Cooper»), una esposa extravagante, en My Favorite Husband, un programa de radio transmitido por CBS. El programa fue un éxito y CBS le pidió que desarrollara una adaptación para la televisión. Aceptó, pero insistió en trabajar junto a Arnaz. Los ejecutivos de CBS se negaron, pensando que el público no aceptaría una pelirroja estadounidense y un cubano como pareja. CBS inicialmente no quedó impresionado con el episodio piloto producido por Desilu Productions —compañía fundada por Arnaz y Ball— por lo que ambos viajaron por la carretera con un acto de vodevil en el que ella actuaba como el ama de casa delirante que deseaba entrar en el espectáculo de Arnaz. La gira fue un éxito, y CBS puso a I Love Lucy en su programación; el primer episodio fue emitido el 15 de octubre de 1951. El programa no solo fue el vehículo al estrellato de Lucille Ball, sino una forma para tratar de salvar su matrimonio con Desi Arnaz, que se había convertido en una relación muy tensa, en parte porque cada uno tenía una agenda agitada que a menudo les impedía reunirse.

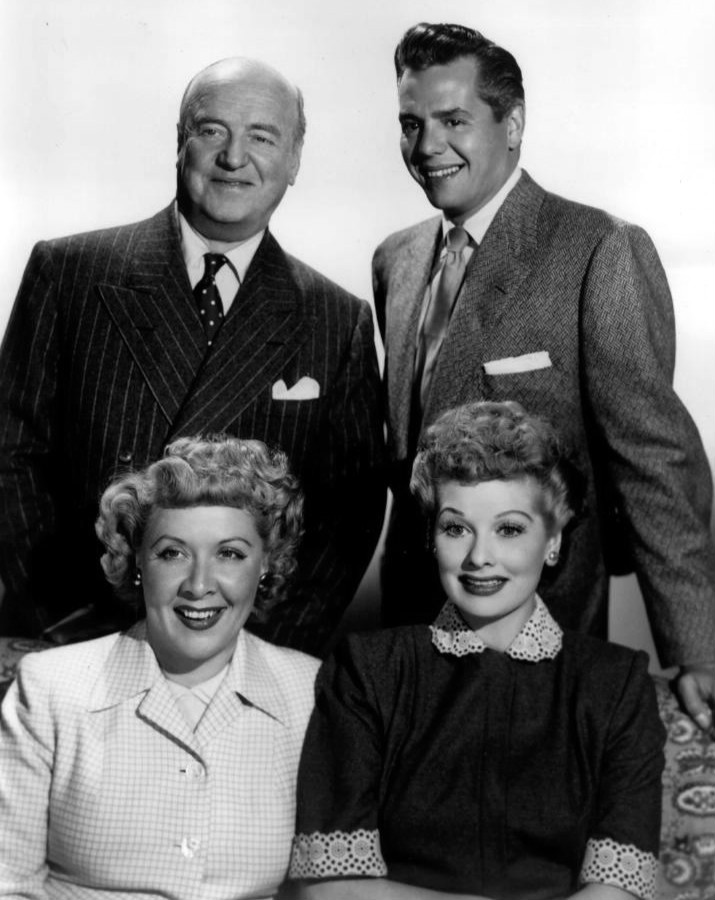
Foto publicitaria del elenco de I Love Lucy: William Frawley, Desi Arnaz, Vivian Vance y Ball.

A lo largo de la duración del programa, Ball creó una dinastía en la televisión y se volvió una pionera en varios aspectos. Fue la primera mujer en la televisión que era jefa de una empresa de producción: Desilu, la compañía que Arnaz y ella fundaron. Después de su divorcio, Ball compró parte del estudio de Arnaz, por lo que pasó a desempeñarse como una jefa de estudio muy activa. Desilu e I Love Lucy fueron pioneros en una serie de métodos que aún se utilizan en las producciones de televisión, tales como el rodaje ante una audiencia en vivo con varias cámaras de estudio y el construir varios sets diferentes, pero adyacentes. Durante este tiempo, Ball también impartía un curso de comedia de treinta y dos semanas en el Instituto Bardin Brandeis. Ball fue citada diciendo, «no se puede enseñar a alguien comedia, lo tienen o no lo tienen».
En la época cuando I Love Lucy se estrenó, la mayoría de los programas de televisión eran transmitidos en vivo desde estudios en la ciudad de Nueva York a audiencias de la zona horaria central y del este y grabado por kinescopio para su posterior emisión a la costa oeste. La imagen del kinescopio era de menor calidad que la de una película, y como resultado las transmisiones en la costa oeste tenían menor calidad que las de otros lugares del país. Ball y Arnaz deseaban permanecer en su casa de Los Ángeles, pero la logística de la zona horaria hacía que la emisión fuese imposible. El horario central de Los Ángeles era demasiado tarde en la costa este para emitir la serie más importante de la cadena, lo que significaba que la mayoría de los televidentes no solo tendrían que ver la imagen de menor calidad del kinescopio, sino que también tendrían que verlo por lo menos un día después de su emisión original.
El patrocinador Philip Morris no aceptó mostrar grabaciones de kinescopios de hacía días a los principales mercados de la costa este, pero tampoco quería pagar los costos extras que requerían la filmación, edición y procesamiento de una película, presionando a Ball y Arnaz a mudarse a la ciudad de Nueva York. La pareja ofreció financiar el rodaje, a condición de que su empresa, Desilu, pudiera mantener los derechos de la película una vez que fuese emitida. CBS otorgó los derechos del programa a Desilu después de su emisión inicial, sin darse cuenta de que estaban obsequiando un producto valioso y duradero. Desilu hizo millones de dólares con las retransmisiones de I Love Lucy a través de la redifusión y se convirtió en un ejemplo clásico de cómo un programa puede ser rentable aún en su segunda emisión. En los inicios de la televisión, aún no se había formado el concepto de las repeticiones, y muchos en la industria se preguntaron quién querría ver un programa por segunda vez. De hecho, mientras que otros programas célebres de esta época sobreviven solo en conjuntos incompletos de grabaciones de kinescopios, demasiado degradados para mostrar a las generaciones posteriores, I Love Lucy prácticamente nunca ha dejado de distribuirse, siendo vista por cientos de millones de personas alrededor del mundo en los últimos cincuenta años. Durante las décadas siguientes, el éxito del acuerdo de Ball y Arnaz fue importante para que la producción de programas de televisión se trasladara desde Nueva York a Hollywood.
Desilu contrató al camarógrafo alemán Karl Freund, legendario director de fotografía. Freund había trabajado para F.W. Murnau y para Fritz Lang, además de filmar parte de la película Metrópolis (1927) y de dirigir una serie de películas en Hollywood por sí mismo. Para cualquier grabación, Freund utilizaba un conjunto de tres cámaras, el cual se convirtió en una práctica estándar para la filmación de comedias de situación. Las tomas de larga y media distancia, así como los close-ups en una comedia con una audiencia en vivo, exigían disciplina, técnica y una coreografía exacta. Entre otras técnicas no estándares utilizadas en la filmación del programa se encontraban las latas de pintura (en tonos que iban del blanco al gris medio) que se utilizaban en conjunto para «pintar» las sombras inadecuadas y disfrazar los defectos de iluminación.
I Love Lucy dominó los ratings de televisión en los Estados Unidos durante la mayor parte de su emisión. Hubo un intento para llevar el programa a la radio, cuando los actores y escritores adaptaron el episodio «Breaking the Lease» para grabarlo en un disco de audición que nunca salió al aire, pero que aún perdura. En la escena donde Lucy y Ricky practican tango en el episodio «Lucy Does The Tango», se produjo la risa del público de estudio más larga registrada en la historia de la televisión. Su duración fue tal, que el editor de sonido tuvo que reducir esa parte de la grabación a la mitad. Los arduos ensayos y la demanda del estudio Desilu mantuvieron a los Arnaz demasiado ocupados para comprender el verdadero éxito del programa. De manera adicional, durante las pausas de producción de la serie, juntos protagonizaron algunas películas: The Long, Long Trailer (1954) y Forever, Darling (1956).
Desilu produjo otros programas exitosos, más en particular Our Miss Brooks (1937, protagonizada por la compañera de Ball, Eve Arden), Los Intocables, Star Trek, y Misión: Imposible. Además, muchas series fueron filmadas en los estudios Desilu y mostraban su logotipo, especialmente My Three Sons en sus primeras siete de doce temporadas, la serie producida por Sheldon Leonard Make Room for Daddy, así como The Dick Van Dyke Show, The Andy Griffith Show y I Spy.

### Testimonio ante el Comité de Actividades Antiestadounidenses
En 1953, en plena grabación de la serie I Love Lucy, Ball se vio envuelta en una polémica al encontrarse bajo investigación del Comité de Actividades Antiestadounidenses de la Cámara de Representantes de Estados Unidos. El asunto se remontaba años atrás, cuando Ball se registró para las elecciones de 1936 y definió su afiliación al Partido Comunista, por lo que en 1938, se utilizó el mismo registro. Para patrocinar al candidato del Partido Comunista para el distrito 57 de la Asamblea Estatal de California, Ball firmó un certificado en el que afirmaba: «Estoy registrada como miembro del mismo». El mismo año, fue nombrada para el Comité Central Estatal del Partido Comunista de California, según registros de la Secretaría de Estado californiana. En 1937, la escritora Rena Vale, una excomunista declarada, asistió a la inducción de los miembros nuevos del partido en la casa de Ball, según el testimonio de Vale ante el Comité de Actividades Antiestadounidenses, dado el 22 de julio de 1940. Dos años más tarde, Vale reafirmó este testimonio en una declaración jurada:

... unos días después de realizar mi tercera solicitud para unirme al Partido Comunista, recibí un aviso para asistir a una reunión en North Ogden Drive, Hollywood; aunque era una nota escrita a máquina, sin firmar, simplemente solicitando mi presencia en la dirección a las 8 de la noche en un día determinado, sabía que era el anuncio esperado para asistir a la inducción de nuevos miembros del Partido Comunista... al llegar a esta dirección encontré a otras personas presentes; un anciano nos informó que eramos invitados de la actriz Lucile Ball y nos mostró varias fotografías, libros y otros objetos para confirmar este hecho y declaró que ella estaba contenta de prestar su casa para llevar a cabo la inducción de nuevos miembros del Partido Comunista...

En 1944, un noticiero británico producido por Pathé News, titulado La recaudación de fondos para Roosevelt, mostraba a Ball con varias celebridades y estrellas de cine y televisión en un evento de recaudación de fondos en apoyo de la campaña de reelección del presidente demócrata Franklin D. Roosevelt. En 1952, Ball también señaló que en las elecciones presidenciales votó por el republicano Dwight Eisenhower.
El 4 de septiembre de 1953, Ball se reunió en privado en Hollywood con el investigador del HUAC, William A. Wheeler, a quien le dio un testimonio sellado. Dijo que ella se había inscrito para votar como comunista o «intentó votar por el candidato del Partido Comunista» en 1936 por insistencia de su abuelo socialista. Afirmó que «en ningún momento tuve la intención de votar como un comunista».

Ball dijo que «a su consentimiento» nunca ha sido un miembro del Partido Comunista;... no sabía o nunca se celebraron ninguna de las reuniones en su casa ubicada en el 1344 de North Ogden Drive; dijo... [que si había sido nombrada] como delegada para el Comité Central Estatal del Partido Comunista de California en 1936 se hizo sin su conocimiento o consentimiento; [y declaró que ella] no recuerda haber firmado un documento patrocinando a Emil Freed en su candidatura para ser miembro de la Asamblea del distrito 57... 

Una revisión del archivo del sujeto no refleja ninguna actividad que justifique su inclusión en el índice de seguridad.

J. Edgar Hoover, entonces director del FBI, nombró a «Lucy y Dezi» [sic] entre sus «favoritos del mundo del espectáculo». Inmediatamente antes de la filmación del episodio 68 de I Love Lucy («The Girls Go Into Business»), Arnaz, en vez de hacer su habitual calentamiento con la audiencia, habló con el público acerca de Ball y su abuelo. Arnaz bromeó diciendo: «Lo único rojo que tiene Lucy es su cabello, y aún éste no es real». A continuación, presentó a su esposa y recibió una ovación del público.

### Hijos y divorcio

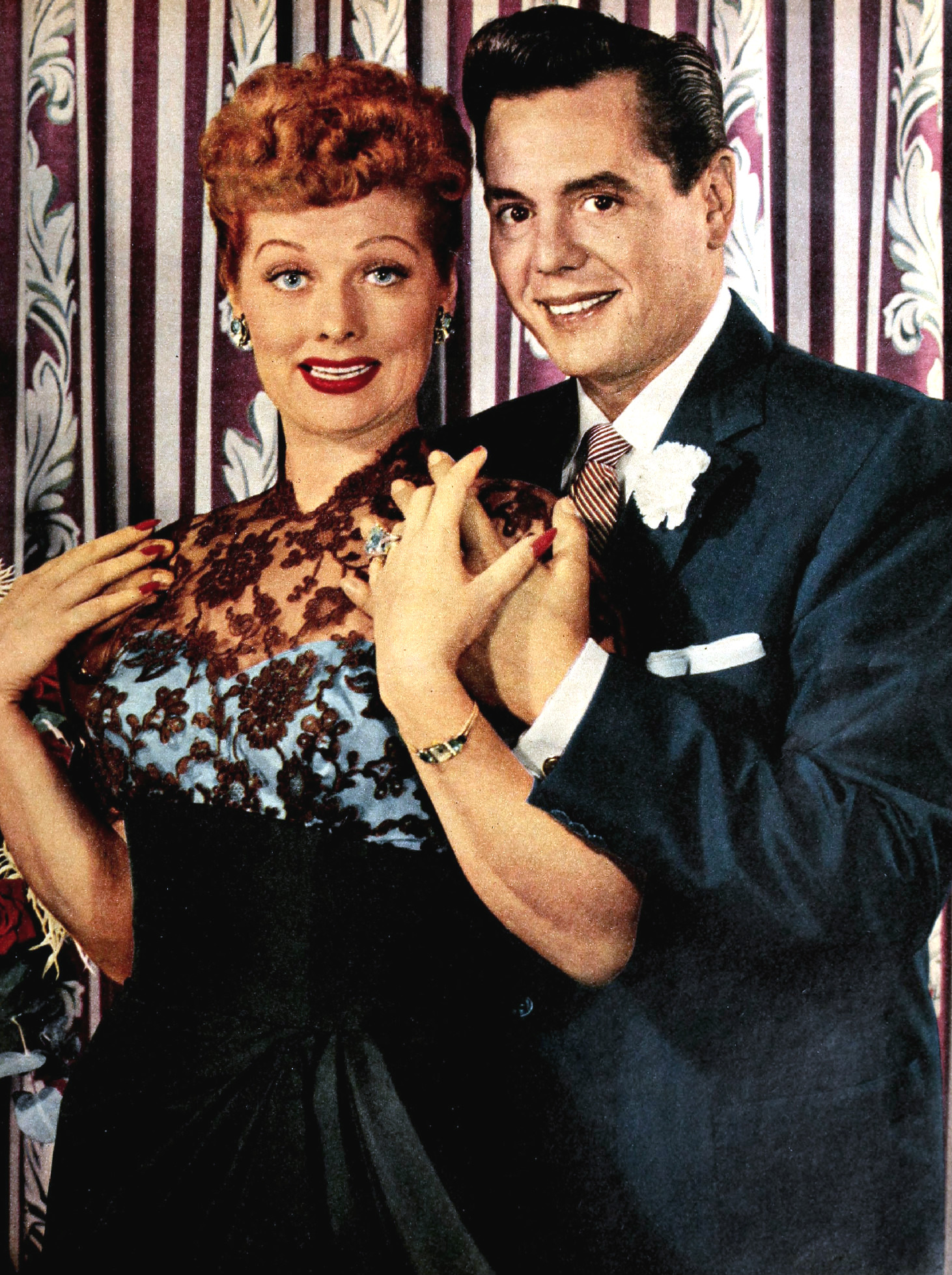
Lucille Ball con su esposo Desi Arnaz en 1955.

El 17 de julio de 1951, un mes antes de cumplir 40 años y después de varios abortos espontáneos, Ball dio a luz a su hija mayor, Lucie Désirée Arnaz. Un año y medio después, nació su segundo hijo, Desiderio Alberto Arnaz IV, conocido como Desi Arnaz, Jr. Cuando nació, I Love Lucy era un éxito sólido entre los televidentes y Ball y Arnaz incluyeron el embarazo dentro de la historia del programa (de hecho, Ball tuvo a su hijo en la vida real el mismo día que su personaje de Lucy Ricardo dio a luz). Hubo varios obstáculos por parte de CBS para su realización, insistiendo en que una mujer embarazada no podría aparecer en la televisión, y que tampoco se podría pronunciar la palabra «embarazada» en el aire. Después de la aprobación de varias figuras religiosas, la cadena permitió la historia del embarazo, pero insistió en que la palabra «esperando» se utilizara en lugar de «embarazada». Arnaz obtuvo risas cuando deliberadamente pronunciaba spectin en vez de expecting. El título oficial del episodio fue «Lucy Is Enceinte», utilizando un préstamo del francés para referirse a un embarazo; sin embargo, el título del episodio nunca apareció en la pantalla. El nacimiento de su hijo fue la primera portada de la publicación TV Guide en enero de 1953.
Los instintos de negocios de Ball a menudo eran atinados y su amor por Arnaz era descrito como apasionante, pero a veces las relaciones con sus hijos eran tensas. Lucie Arnaz, su hija, hablaba de la naturaleza «controladora» de su madre. Ball se posicionó abiertamente en contra de la relación que Desi Jr. tenía con Liza Minnelli. Fue citada diciendo, «extraño a Liza, pero no se la puede domesticar».
A finales de la década de 1950, Desilu se había convertido en una gran empresa, causando un gran estrés en Ball y Arnaz, cuyos problemas de alcoholismo se habían agravado aún más. El 4 de mayo de 1960, apenas dos meses después de filmar el episodio final de The Lucy-Desi Comedy Hour, la pareja se divorció. No obstante, Arnaz y Ball permanecieron como amigos y a menudo se les vio hablando muy cercanamente el uno del otro. Su divorcio se manifestó indirectamente en sus series de televisión posteriores, ya que Ball siempre optaba por el papel de una mujer soltera.
Al año siguiente, Ball produjo un musical de Broadway, Wildcat, coprotagonizado por Paula Stewart. Esto marcó el inicio de una amistad de treinta años entre Ball y Stewart, quien le presentó al que sería su segundo marido, Gary Morton, un comediante en vivo de Borscht Belt, trece años menor que ella. Morton afirmó que nunca había visto un episodio de I Love Lucy debido a su agenda de trabajo ajetreada. Ball inmediatamente contrató a Morton en su empresa de producción, enseñándole el negocio de la televisión y finalmente lo promovió a productor. Morton también realizó papeles ocasionales en varias series de Ball.

### Carrera posterior

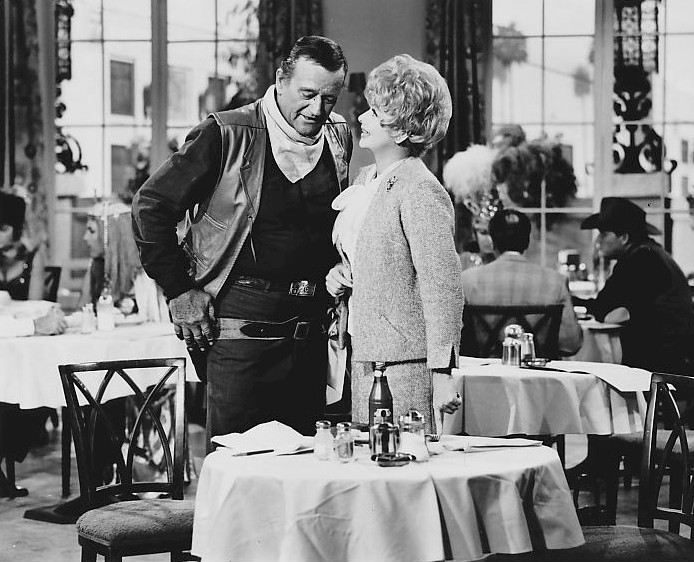
John Wayne y Ball durante un episodio de The Lucy Show, 1966.

El musical de Broadway de 1960 Wildcat, terminó su temporada cuando Ball enfermó demasiado para continuar en el espectáculo. Esta obra fue el origen de una canción que se hizo muy famosa, «Hey, Look Me Over», que interpretó con Paula Stewart en The Ed Sullivan Show. Tras recuperarse hizo algunas películas más, incluyendo Yours, Mine and Ours (1968) y el musical Mame (1974) y dos series más exitosas de larga duración para CBS: The Lucy Show (1962-68), junto a Vivian Vance y Gale Gordon; y Here's Lucy (1968-74), que también incluyó a Gordon, así como a sus hijos Lucie Arnaz y Desi Arnaz, Jr. Ball apareció con Dick Cavett en 1974 y habló de su historia y su vida con Arnaz, donde reveló lo que pensaba sobre otros actores y actrices, así como el amor que sentía por su exesposo. Continuó diciendo a Cavett que el éxito de su vida se debía a «deshacerse de lo que estaba mal y sustituirlo por lo que está bien», hablando de su divorcio de Arnaz y su matrimonio con Morton.
Ball también reveló en esta entrevista que lo más curioso que le ocurrió en su vida, fue que después de hacerse algunos trabajos dentales y de colocar rellenos de plomo en sus dientes, comenzó a escuchar estaciones de radio en su cabeza. Explicó que una noche, al llegar de su casa, al pasar por cierta área, escuchó lo que ella pensaba que era un código morse o un «golpeteo». Afirmó que «mientras más me acercaba era más fuerte. A la mañana siguiente, informé a las autoridades y después de realizar una investigación, encontraron un transmisor de radio japonés que había sido enterrado y que estaba activado para transmitir códigos a los japoneses». Originalmente, Ball fue considerada por Frank Sinatra para hacer el papel de la Sra. Iselin en The Manchurian Candidate. Sin embargo, el director y productor John Frankenheimer, había trabajado con Angela Lansbury en un papel de madre en otra película e insistió en otorgarle el papel a ella.

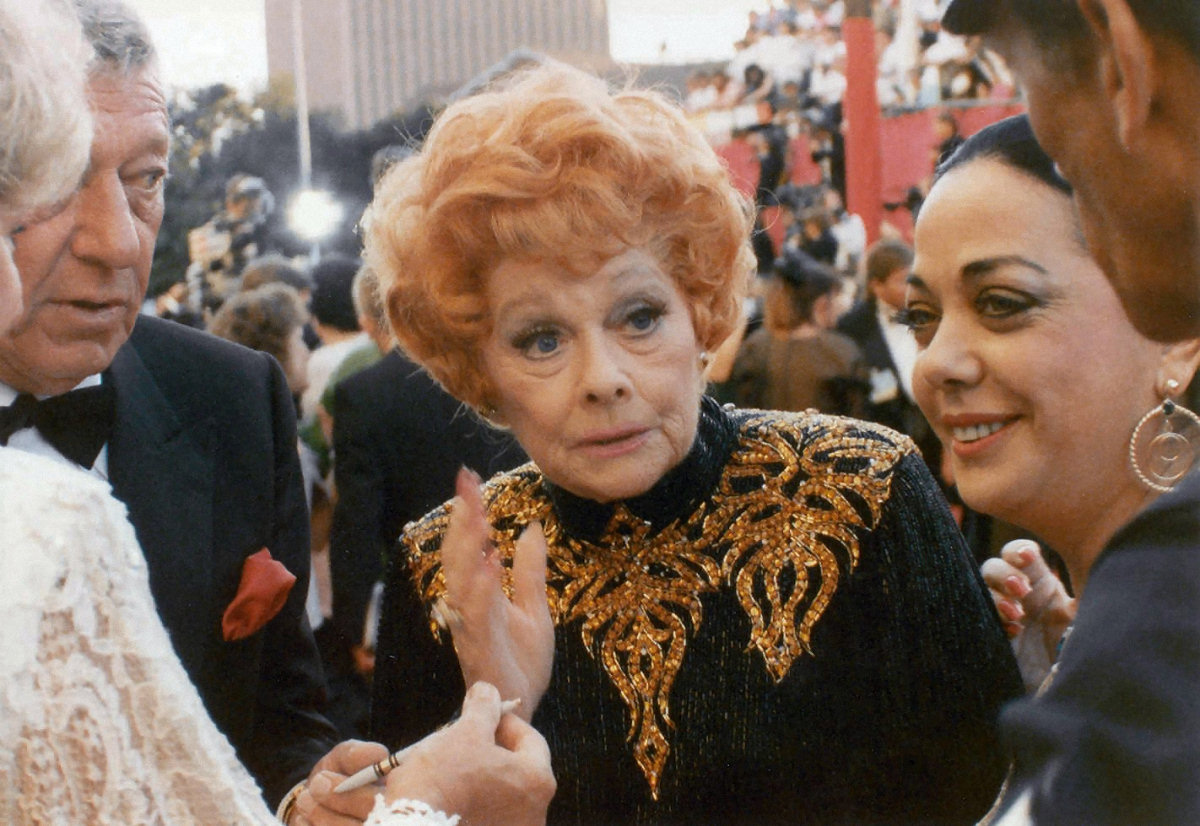
Ball en su última aparición pública durante la 61.ª entrega de los Premios Óscar en 1989, solo cuatro semanas antes de su deceso.

Durante mediados de la década de 1980, intentó resurgir su carrera televisiva. En 1982, Ball fue la anfitriona de un programa de retrospectiva de dos partes de la serie Three's Company, mostrando imágenes de las primeras cinco temporadas, resumiendo tramas memorables y comentando sobre su amor por el espectáculo. En 1985 protagonizó una película hecha para televisión sobre una anciana sin hogar, Stone Pillow, la cual recibió críticas mixtas. Un año después, la comedia con la que regresó a la televisión Life With Lucy, coprotagonizada por su viejo amigo Gale Gordon y producida por Ball, Morton y Aaron Spelling, fue cancelada a menos de dos meses de salir al aire por ABC. Se dijo que el fracaso de esta serie llevó a Ball a una depresión grave, y aparte de sus apariciones en algunas premiaciones, estuvo ausente de la vida pública en los últimos años de su vida. Su última aparición pública, justo un mes antes de su muerte, fue en los Premios Óscar de 1989, donde ella y su compañero presentador, Bob Hope, recibieron una ovación de pie.

### Muerte
En mayo de 1988, Ball sufrió un ataque cardíaco que la dejó parcialmente paralizada. El 18 de abril de 1989, estaba en su casa de Beverly Hills cuando se quejó de dolores en el pecho. Una ambulancia la trasladó de urgencia a la sala de emergencias del Centro Médico Cedars-Sinai. Fue diagnosticada con una disección aórtica y se sometió a una cirugía de corazón que duró casi ocho horas, en la que recibió una aorta de un donante masculino de 27 años de edad. La cirugía fue exitosa y Ball empezó a recuperarse, incluso logró caminar alrededor de su habitación con poca asistencia. El 26 de abril, poco antes del amanecer, Ball se despertó con graves dolores en la espalda. Su aorta se había roto en una segunda ubicación y rápidamente perdió el conocimiento. Todos los intentos para reanimarla resultaron infructuosos, y murió aproximadamente a las 5:47 PST. Tenía 77 años. Fue incinerada y sus cenizas fueron enterradas inicialmente en el cementerio Forest Lawn Memorial Park de Hollywood Hills, en Los Ángeles; en 2002, sus hijos las trasladaron a la parcela familiar en el cementerio Lake View en Jamestown, Nueva York, donde también están sepultados su madre, padre, hermano y abuelos.

## Legado y reconocimiento póstumo

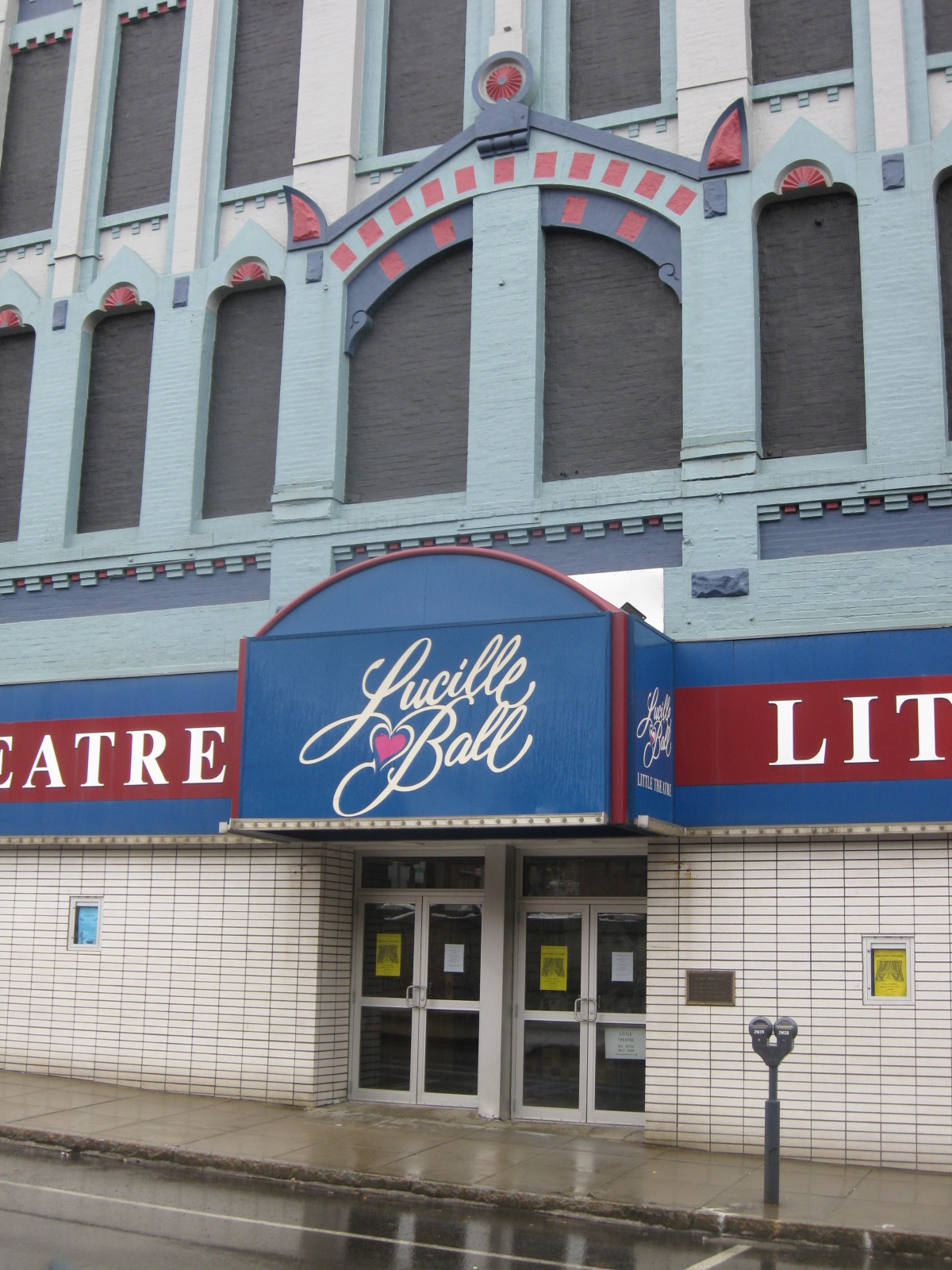
El Lucille Ball Little Theatre en Jamestown, Nueva York, la ciudad natal de Ball.

El legado de la carrera de Lucille Ball se puede apreciar en muchos de los premios prestigiosos que recibió a lo largo de su trayectoria, incluyendo algunos que recibió póstumamente como la Medalla Presidencial de la Libertad entregada por el presidente George H. W. Bush el 6 de julio de 1989, y el Premio «Living Legacy» entregado por el Centro Internacional de la Mujer. También se honró su memoria con el Centro Lucille Ball-Desi Arnaz, un museo ubicado en su ciudad natal de Jamestown, Nueva York. El recinto The Little Theater cambió su nombre por el de Lucille Ball Little Theater en su honor. Además, Ball figuró en la lista de las «100 personas más importantes del siglo XX» realizada por la revista Time.
El 6 de agosto de 2001, en el que habría sido su nonagésimo cumpleaños, el Servicio Postal de los Estados Unidos la honró con un sello postal conmemorativo como parte de su serie de leyendas de Hollywood. Ball apareció en la portada de TV Guide más veces que cualquier otra persona: figuró en la portada de treinta y nueve ediciones, incluyendo la primera publicación en 1953, con su hijo Desi Arnaz, Jr. TV Guide nombró a Lucille Ball como la «mayor estrella de TV de todos los tiempos»; más tarde conmemoró el cincuentenario de I Love Lucy con ocho pósteres de colección con escenas memorables de la serie, y en otra instancia, colocaron a I Love Lucy como el segundo mejor programa de televisión en la historia estadounidense, después de Seinfeld. Debido a su mentalidad liberal y su apoyo al movimiento feminista, Ball fue incluida en el National Women's Hall of Fame. Décadas antes, el 8 de febrero de 1960, había sido galardonada con dos estrellas en el paseo de la fama de Hollywood: una en el 6436 de Hollywood Boulevard por sus contribuciones a las producciones cinematográficas, y otra al 6100 por su aporte a la televisión. Ball es el tema central de dos telefilmes, Lucy (2003, donde es representada por Rachel York) y Lucy & Desi: Before the Laughter (1991).
Por último, en 2007 recibió el Premio «Legacy of Laughter» en la quinta entrega de los Premios TV Land, al mismo tiempo que I Love Lucy fue nombrada la «mejor serie de televisión» por Hall of Fame Magazine. En noviembre de ese año, Ball fue elegida en el segundo puesto de los «50 grandes íconos de la televisión», solo por detrás de Johnny Carson.
El 6 de agosto de 2011, se conmemoró su centenario y recibió múltiples tributos; Google diseñó un doodle con siete momentos de la comedia I Love Lucy, ciclo del que casualmente se cumplía el sexagésimo aniversario de su primera emisión. Por otra parte, en su ciudad natal, Jamestown, se llevó a cabo un festival en el Centro Lucille Ball-Desi Arnaz llamado «Sé una Lucy: Récord Mundial de Guinness» del cual participaron entre 500 y 1000 mujeres caracterizadas con los rasgos distintivos de Lucille Ball. También incursionaron Joan Rivers y Paula Poundstone. A su vez, el canal de televisión MeTV emitió 100 episodios de I Love Lucy y The Lucy Show.
En 2021, se estrenó la película Being the Ricardos, escrita y dirigida por Aaron Sorkin, y protagonizada por Nicole Kidman, Javier Bardem, J.K. Simmons, Tony Hale y Alia Shawkat. El filme se enfocó en la crisis del matrimonio entre Ball y Ricardo, así como el escándalo de la afiliación comunista de Ball en 1953. Al año siguiente, se estrenó el documental Lucy and Desi, dirigido por Amy Poehler, en el que se explora el ascenso de la carrera de Ball, su relación con Desi y la manera en que crearon su programa de televisión.

## Filmografía parcial
- Roman Scandals (1933)
- The Three Musketeers (1935)
- Damas del teatro (1937)
- Room Service (1938)
- Five Came Back (1939)
- Dance, Girl, Dance (1940)
- The Big Street (1942)
- Best Foot Forward (1943)
- Ziegfeld Follies (1946)
- Envuelto en la sombra (1946)
- Forever, Darling (1956)
- Yours, Mine and Ours (1968)
- Swing Out, Sweet Land (1970)
- Mame (1974)
- NBC: The First Fifty Years (1976)